# Тулиньи
Тулиньи́ (фр. Touligny) — коммуна во Франции, находится в регионе Шампань — Арденны. Департамент — Арденны. Входит в состав кантона Омон. Округ коммуны — Шарлевиль-Мезьер.
Код INSEE коммуны — 08454.
Коммуна расположена приблизительно в 190 км к северо-востоку от Парижа, в 85 км севернее Шалон-ан-Шампани, в 14 км к юго-западу от Шарлевиль-Мезьера.

## Население
Население коммуны на 2008 год составляло 66 человек.
| 1962 | 1968 | 1975 | 1982 | 1990 | 1999 | 2008 |
| ---- | ---- | ---- | ---- | ---- | ---- | ---- |
| 56   | 80   | 80   | 71   | 89   | 89   | 66   |

## Экономика
В 2007 году среди 47 человек в трудоспособном возрасте (15—64 лет) 35 были экономически активными, 12 — неактивными (показатель активности — 74,5 %, в 1999 году было 77,2 %). Из 35 активных работали 32 человека (17 мужчин и 15 женщин), безработными были 3 мужчин. Среди 12 неактивных 4 человека были учениками или студентами, 3 — пенсионерами, 5 были неактивными по другим причинам.

## Достопримечательности
- Замок Ла-Бас-Тулиньи (XVII век). Исторический памятник с 1998 года.[3]

## Фотогалерея

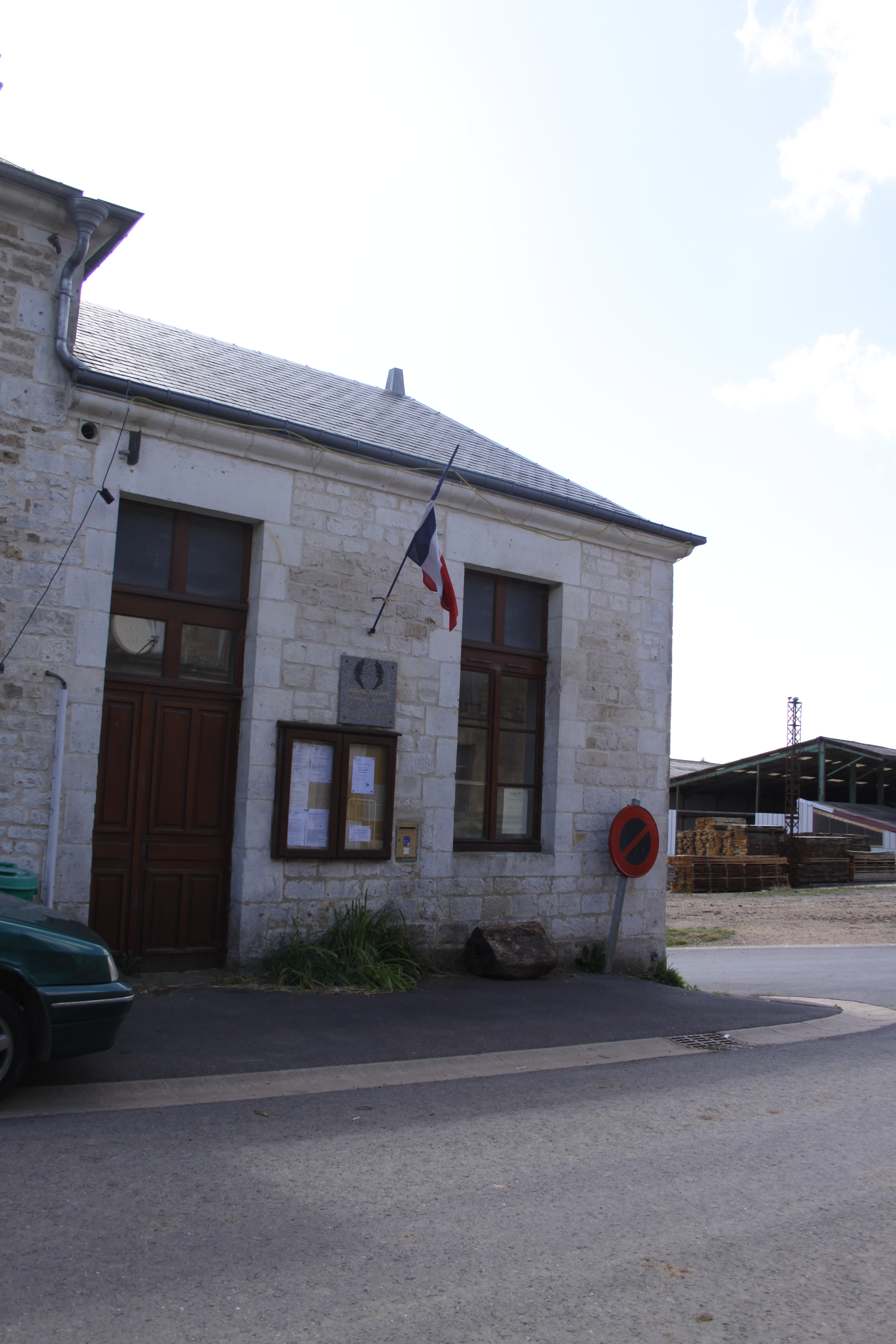
Мэрия
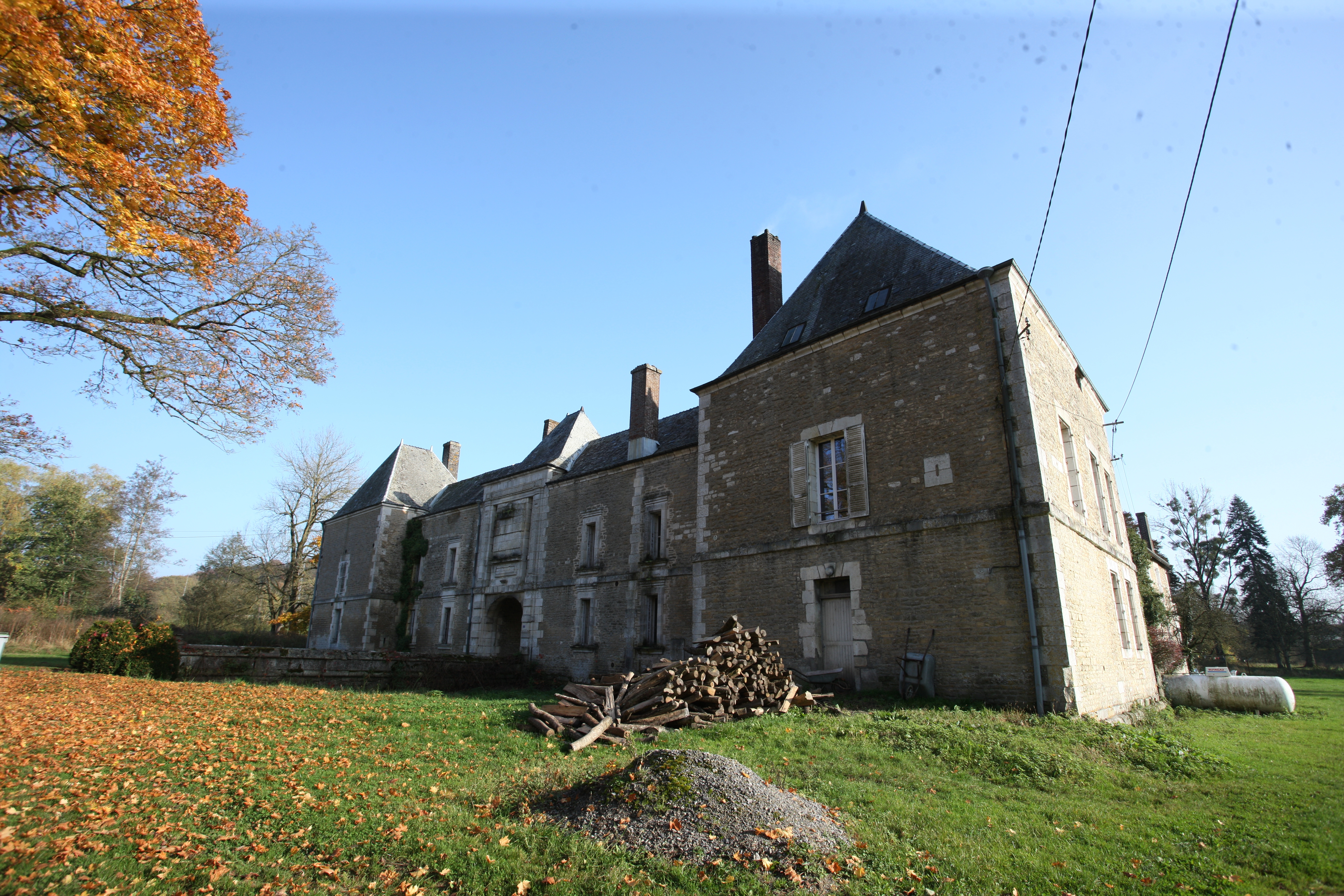
Замок Ла-Бас-Тулиньи
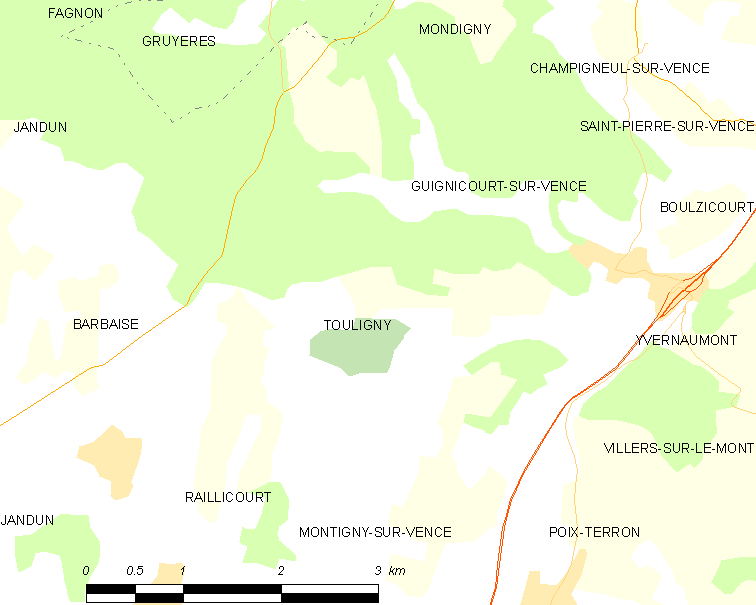
Карта коммуны